# Backlash 2004
Backlash 2004 was een pay-per-viewevenement in het professioneel worstelen dat georganiseerd werd door World Wrestling Entertainment (WWE). Dit evenement was de vijfde editie van Backlash en vond plaats in de Rexall Place in Edmonton op 18 april 2004.
De belangrijkste gebeurtenis was een Triple Threat match voor het World Heavyweight Championship tussen de kampioen Chris Benoit, Shawn Michaels en Triple H. Benoit won de match en verlengde zo zijn titel.

## Wedstrijden
| Nr.                                                                          | Match | Winnaar(s)             |
| ---------------------------------------------------------------------------- | --- | ---------------------- |
| -                                                                            | Val Venis vs. Matt Hardy in een een-op-eenmatch                                                                     | Val Venis              |
| 1                                                                            | Shelton Benjamin vs. Ric Flair in een een-op-eenmatch                                                               | Shelton Benjamin       |
| 2                                                                            | Tajiri vs. Jonathan Coachman in een een-op-eenmatch                                                                 | Jonathan Coachman      |
| 3                                                                            | Chris Jericho vs. Christian & Trish Stratus in een Handicap match                                                   | Chris Jericho          |
| 4                                                                            | Victoria (c) vs. Lita in een een-op-eenmatch voor het WWE Women's Championship                                      | Victoria (c)           |
| 5                                                                            | Randy Orton (c) vs. Cactus Jack in een Hardcore match voor het WWE Intercontinental Championship                    | Randy Orton (c)        |
| 6                                                                            | Rosey en The Hurricane vs. La Résistance in een tag team match                                                      | Rosey en The Hurricane |
| 7                                                                            | Kane vs. Edge in een een-op-eenmatch                                                                                | Edge                   |
| 8                                                                            | Chris Benoit (c) vs. Shawn Michaels vs. Triple H in een Triple Threat match voor het World Heavyweight Championship | Chris Benoit (c)       |
| (c) huidige kampioen voor en na de match \| (nc) nieuwe kampioen na de match | |                        |